# 木村担乎
木村 担乎（きむら たんこ、1853年11月10日 - 1923年9月1日）は、日本の教育者。公立小学校の教員を務めたのち、大正時代の横浜にて、困窮児童の教育のため私費を投じ、学校を設立した。
名前については、碑の説明文などでは坦乎（手偏の担ではなく、土偏の坦）の表記も見られる。呼び方については、たんやとする説もある。

## 来歴
1853年11月10日（嘉永6年10月10日）、仙台藩士木村匡輔の子として生まれる。幼名を艸太郎（じうたろう）といい、旧暦10月10日に生まれたことに因むという。
漢学を学んだのち上京し、ドイツ語や鉱山学などを学んだ。1878年（明治11年）、神奈川県の教員となる。1899年（明治32年）2月には程谷小学校に赴任し、11年間にわたり名物教師として勤めた。横浜市の財政事情により、児童数増加に学校の増設が追い付かない状況下では、午前・午後、昼・夜の二部制の提言もしている。
当時の横浜は都市化が進行し、港湾や工場の労働者が各地から移り住んだ。木村が校長に就任した帷子小学校の学区にあたる浅間町やその周辺にも、埋立事業に携わる日雇い労働者が暮らす長屋が多くあり、百軒長屋とも呼ばれていた。1914年（大正3年）、第一次世界大戦が始まると物価が上昇し、労働者の生活は一層苦しくなった。木村は、生活困窮者の救済こそ教育者が率先して行うべきことであると考え、恩給の権利取得を2か月後に控えた1914年4月に、周囲の説得を押し切って退職。その退職金を投じて、浅間町字大新田（現在の南浅間町）に12畳半の小さな寺子屋を始めた。

## 鄰徳小学校
この寺子屋は資金面、設備面で十分なものではなかったが、木村の友人が横浜貿易新報（のちの神奈川新聞）に窮状を訴えたことにより寄付金が集まり、1917年（大正6年）に正式な認可を得て鄰徳尋常小学校を開校した。場所は百軒長屋に隣接した浅間町字鹿島。木造平屋建で4つの教室があり、木村校長のほか教員2名、児童は60名が在籍した。児童は月謝免除で教科書の貸与があり、校長自身が不就学児童の家庭を訪ね歩き説得したことにより、児童数は増加した。児童数は1918年に132人、1919年に193人、1920年に226人まで増加し、それまでの校舎では収まりきらなくなったため、鈴木彦太郎からの寄附金と磯子小学校の改築で生じた古材で増築。教員の増員と、高等科の新設も行われた。教育内容は「読み」「書き」「そろばん（実務的な計算）」に重点が置かれたほか、家庭の事情に応じて授業時間の一部を内職に充て、家計の助けとした。これには社会実習の観点もあった。木村は校長としてだけでなく現在の民生委員のような役割も果たしていた。児童一人一人に対しては優しかったが、教師としては厳格であった。生涯独身で通し、酒も飲まず、わずかな収入は学用品に換え、児童たちに分け与えた。菓子を食べながら児童たちと談笑することを一番の楽しみとしていた。

## 関東大震災による死

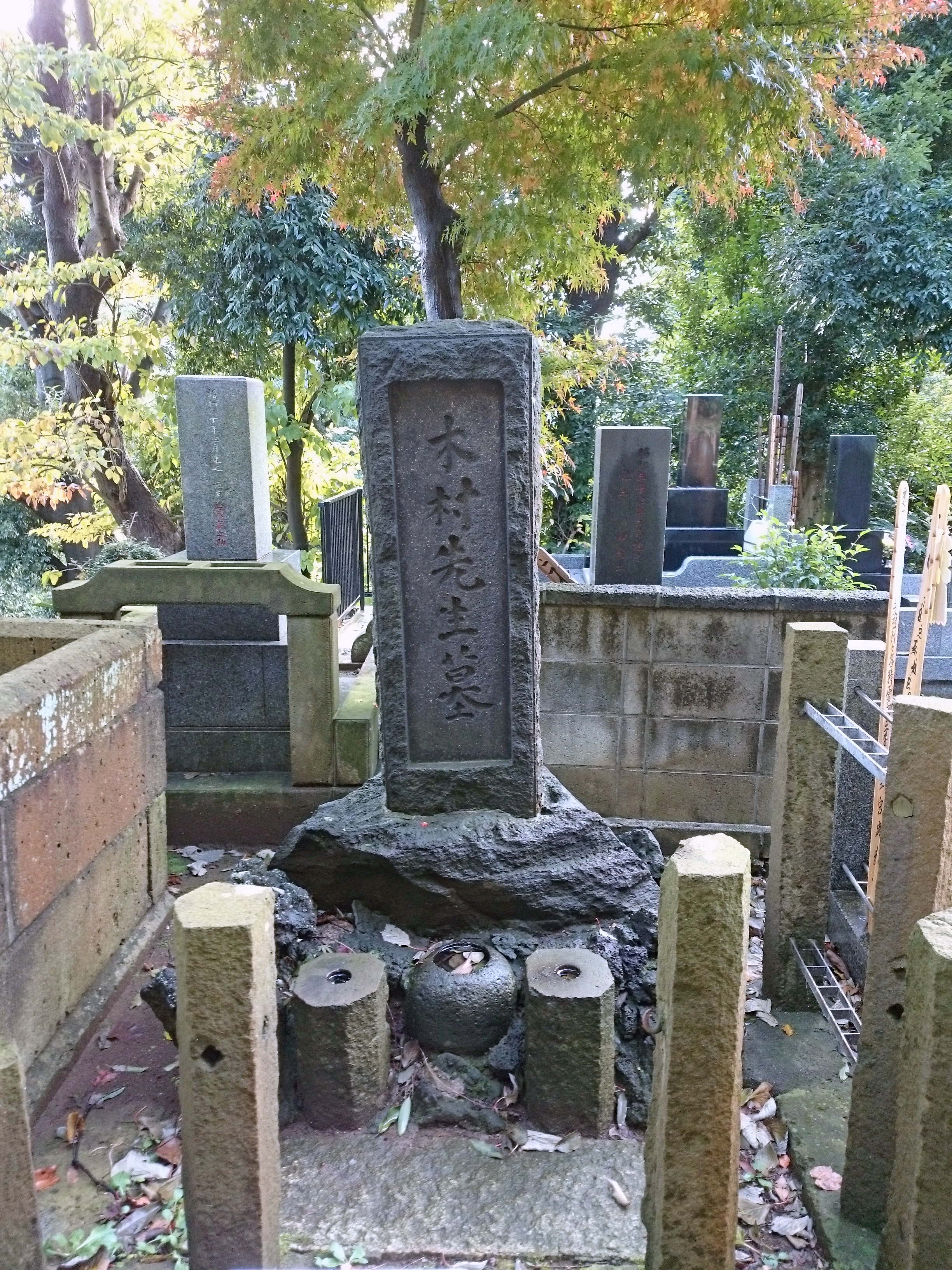
木村先生墓（保土ヶ谷区大仙寺）

1923年9月1日。校長として新学期の始業式を終え、学校の敷地内の自宅に戻った木村を関東大震災が襲った。校舎は無事であったが、木村の自宅は倒壊。急を聞いて駆けつけた人々は屋根を剥がし、椅子に腰かけていた木村を見つけたが、胸を強打したためか、穏やかな表情で息絶えていた。墓所は保土ヶ谷区霞台の大仙寺。なお大仙寺境内には木村の墓所のほか、「故木村先生頌徳碑」が建てられている。
木村の亡き後、学校は応急補修され、和田勇次郎校長のもとで授業を再開した。しばらくは地域と密着して運営されたが、昭和に入ると市や県も社会事業に取り組むようになり、1935年（昭和10年）に鄰徳小学校は宮谷小学校の分教場となった。1941年（昭和16年）、分教場は廃止され、鄰徳小学校はその役割を終えた。

## 木村坦乎先生終焉地の碑

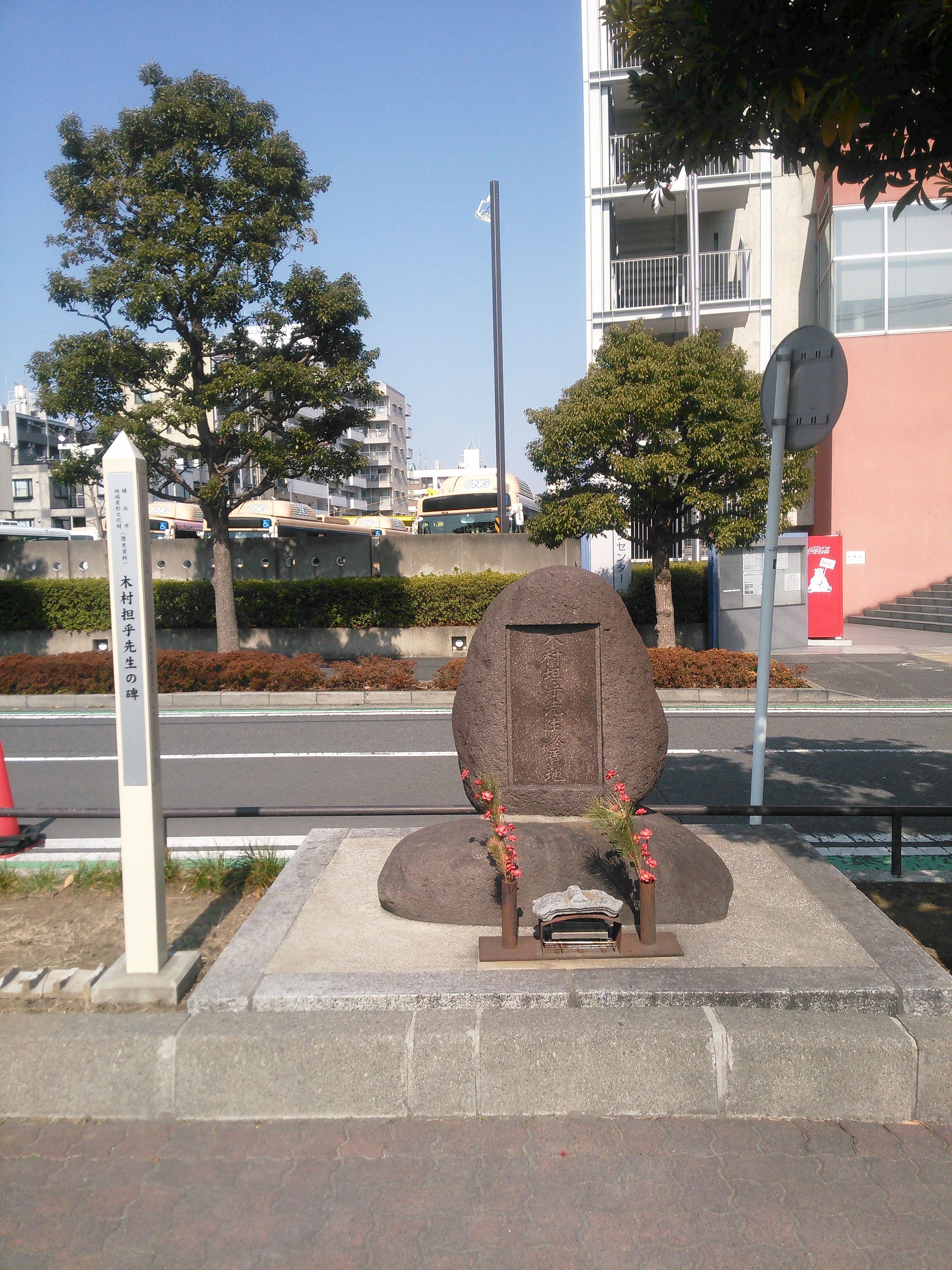
木村坦乎先生終焉地の碑

1925年（大正14年）、卒業生や有志により鄰徳小学校の校庭に記念碑が建てられた。戦時中の強制疎開で移されたのち、1969年より浅間車庫前公園（北緯35度27分32.2秒 東経139度36分29.9秒 / 北緯35.458944度 東経139.608306度）に移転された。現在でも大切に手入れされ、花が供えられている。この碑は、2015年11月13日に横浜市登録地域文化財に登録された。

## 著書
- 『実験二部教授法』（国立国会図書館デジタルコレクション）同文館 1904年（明治37年）6月：日野順海との共著